# Mike Gminski
Michael Thomas „Mike” Gminski (ur. 3 sierpnia 1959) – amerykański koszykarz polskiego pochodzenia, występujący w latach 1980–1994 w klubach ligi NBA na pozycji środkowego.
Przez cztery lata (1976–1980) występował w uczelnianej drużynie uniwersytetu Duke. Został wybrany Debiutantem Roku (ang. ACC Rookie of the Year) konferencji Atlantic Coast Conference wraz z Charlesem Whitneyem. W trzech kolejnych latach był wybierany do pierwszej piątki konferencji. W 1979 został wybrany Zawodnikiem Roku konferencji ACC (ang. ACC Player of the Year). W czterech kolejnych sezonach miał drugą najwyższą średnią zbiórek. Numer z którym występował w barwach Blue Devils (43) został zastrzeżony przez uczelnię w grudniu 1994 roku. 
W drafcie 1980 został wybrany z 7 numerem przez New Jersey Nets. Grał w tym klubie do stycznia 1988 roku, kiedy został oddany w wymianie do Philadelphii 76ers. Później grał jeszcze dla Charlotte Hornets i Milwaukee Bucks, gdzie w 1994 zakończył karierę. W trakcie swojej kariery w NBA zdobył łącznie 10 935 punktów, 6480 zbiórek i 1203 asyst.

## Osiągnięcia
NCAA
- Wicemistrz NCAA (1978)
- Uczestnik rozgrywek:
  - Elite 8 turnieju NCAA (1978, 1980)
  - turnieju NCAA (1978–1980)
- Mistrz:
  - turnieju konferencji Atlantic Coast (ACC – 1978, 1980)
  - sezonu regularnego ACC (1979)
- Zawodnik roku ACC (1979)[7]
- Debiutant roku ACC (1977)[8]
- Zaliczony do:
  - I składu:
    - All-American (1979)
    - turnieju NCAA (1978)[9]
    - All-ACC (1978–1980)

  - II składu All-American (1980)